# دیو دانمور
دیو دانمور (انگلیسی: Dave Dunmore; ۱۸ فوریهٔ ۱۹۳۴ – ۱۱ ژوئیهٔ ۲۰۲۱) بازیکن فوتبال اهل بریتانیا بود.
از باشگاه‌هایی که در آن بازی کرده‌است می‌توان به باشگاه فوتبال یورک سیتی، باشگاه فوتبال تاتنهام هاتسپر، باشگاه فوتبال ووستر سیتی، باشگاه فوتبال وستهام یونایتد، و باشگاه فوتبال لیتون اورینت اشاره کرد.